# Hohenzollern Vilma holland királyné
Hohenzollern Friderika Lujza Vilma porosz királyi hercegnő (Potsdam, 1774. november 18. – Hága, 1837. október 12.) házassága révén Hollandia királynéja.

## Élete
Szülei nyolc gyermeke közül negyedikként született. Édesapja II. Frigyes Vilmos porosz király, édesanyja pedig Friderika Lujza hessen–darmstadti hercegnő, a király második neje volt. Vilmának egy féltestvére és hat édestestvére volt. Féltestvére, Friderika Sarolta apja első házasságából származott. Édestestvérei: Frigyes Vilmos, Krisztina, Lajos Károly, Auguszta, Henrik és Vilmos. Szülei 1769. július 14-én kötöttek házasságot. Apai nagyszülei Ágost Vilmos porosz herceg és Brunszvik-wolfenbütteli Lujza hercegnő, anyai nagyszülei IX. Lajos hessen-darmstadti tartománygróf és Zweibrückeni Karolina hercegnő voltak.
1791. október 1-jén a 16 esztendős, kálvinista vallású Vilma hercegnő Berlinben hozzáment unokatestvéréhez, a 19 éves, leendő  I. Vilmos holland királyhoz. A frigy elsősorban egy politikai egyezményen alapult, mely az Orániai-ház és a Porosz Királyság között köttetett meg, ám utána már szerelmen alapult, s a házasság végül is boldognak bizonyult.
A friss házasok Hágában telepedtek le. 1795-ben a francia csapatok megszállták Hollandiát, így a hercegi család száműzetésbe kényszerült. Először Angliába mentek, 1796-ban pedig Berlinbe. 1806-ban Vilma és családja megkísérelt visszahajózni Hollandiába a francia sereg vigyázó tekintete ellenére, ám végül Lengyelországban kellett vesztegelniük, szegényes anyagi körülmények között. Csak 1814 elején sikerül visszatérniük Hágába. 1815-ben Vilma lesz Hollandia első királynéja. Akkoriban Hollandia magába foglalta a mai Belgium területét is. Férje révén az asszony Luxemburg nagyhercegnéje is volt. 
A királyné inkább a háttérben maradt, nem szólt bele férje politikai döntéseibe, nem is volt népszerű a hollandok körében. A királyi család igen visszavonultan élt népétől, ami ugyancsak visszatetsző dolog volt a hollandok szemében. Vilma német stílusú ruhaviselete szintén nem tetszett az embereknek. Szerette a festményeket, gyakran járt kiállításokra, támogatta a múzeumok megőrzését és a művészeket. Sőt, ő maga is tanult művészetet, tehetséges amatőrként tartották számon. 1820 elején egészsége megromlott, s 1829 után már csak nagyon ritkán mutatkozott a nyilvánosság előtt.
Frigyük 46 évig tartott, s hat gyermekük született:
- Vilmos Frigyes György (1792. december 6. – 1849. március 17.), 1840-tól II. Vilmos néven holland király, aki 1816. február 21-én nőül vette a 21 esztendős Romanov Anna Pavlovna orosz nagyhercegnőt, akinek tőle négy fia (Vilmos Sándor Pál Frigyes Lajos, Vilmos Sándor Frigyes Konstantin Miklós Mihály, Vilmos Frigyes Henrik és Vilmos Sándor Ernő Frigyes Kazimír) és egy leánya (Vilma Mária Zsófia Lujza) született.
- egy halva született fiú (1795. augusztus 18.)
- Vilmos Frigyes Károly (1797. február 28. – 1881. szeptember 8.), aki 1825. május 21-én elvette elsőfokú unokatestvérét, a 17 esztendős Lujza Auguszta Vilma Amália porosz királyi hercegnőt. Frigyükből négy gyermek jött a világra, Vilma Friderika, Vilmos Frigyes, Vilmos Albert és Vilma Anna.
- Vilma Friderika Lujza Paulina Sarolta (1800. március 1. – 1806. december 22.)
- halva született fiú (1806. augusztus 30.)
- Vilma Friderika Lujza Sarolta Marianna (1810. május 9. – 1883. május 29.), aki 1830. szeptember 14-én hozzáment elsőfokú unokatestvéréhez, a 20 éves Albert porosz királyi herceghez. Öt gyermekük született, Sarolta, egy fiú holtan, Albert, Erzsébet és Alexandrina.

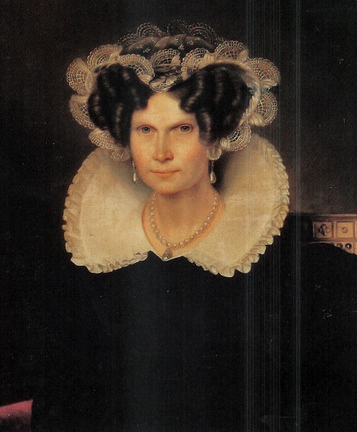
Vilma királyné

1837. október 12-én, 62 éves korában, a hágai Noordeinde Palotában hunyt el. A delfti Új Templomban temették el. Özvegye 1843. december 12-én, 71 évesen halt meg, miután 1841-ben újranősült. Felesége udvarhölgyét, a 48 éves Oultremont Henriett Adrienn Mária Ludovika Flóra grófnőt vette el.